# まなせゆうな
まなせ ゆうな（1987年11月11日 - ）は、日本の女性プロレスラー、タレント、グラビアアイドル、プラスサイズモデル。グラビアアイドルとしての旧名は鈴木 ゆうな。女子プロレスラーとしての旧名は愛星 ゆうな。千葉県千葉市出身。血液型AB型。

## 経歴
幼少期より新体操で活躍し、小学6年で関東大会優勝の実績を残す。国体の強化選手に選ばれた特待生推薦で高校が決まるが16歳のときに膝を負傷し選手活動を断念。それ以降母校の新体操部の「外部指導コーチ」として後輩を指導する。
2005年にグラビア活動を開始。
2010年5月25日より巫女アイドルユニットかぐや（元このはなさくや）リーダーとして活動しているが、本人は同一人物と認めていない。
2013年2月、プロレスラーを目指し、スターダムに入門した。10月18日にプロテストを受験して追試となったが合格、リングネームは愛星（まなせ）ゆうな。
2014年1月12日新木場1stRING大会における宝城カイリ戦でデビュー、ダイビング・エルボードロップ→片エビ固めで敗れる。プロ2戦目は後楽園ホールで同期ながら先にデビューしたコグマと対戦、体格差を活かし、最後は愛川ゆず季の得意技だった踵落としで初勝利。3月30日、大野城まどかぴあ大会でが試合中に負傷、帰京後に左鎖骨骨幹部の骨折と診断され長期欠場。5月、紫雷イオ、岩谷麻優、KAIRIらのメキシコ遠征にエレカン（エスコートガール）として同行。
2015年2月の新木場大会で復帰するも、後輩の渡辺桃に丸め込みで敗れる。復帰後は3試合出場も、右肩の脱臼などの負傷や体調不良のため、2015年3月8日退団を発表。引退について明言は避けたものの、プロレス活動は休業するとしていた。その後Beginningプロモーション所属となり、すべてひらがなの「まなせゆうな」と改名。5月31日の「アクトレスガールズBeginning〜プロローグ〜」で復帰。アクトレスガールズ旗揚げメンバーとして唯一のプロレスラーとして参加。
安納サオリ なつぽい 角田奈穂 本間多恵 尾崎妹加 現声優の相羽あいななどのトレーナーとして活躍する。
2016年12月09日、ミス東スポ2017特別賞を受賞。12月14日、約9か月ぶりのアクトレスガールズ参戦が発表される。27日新木場大会に日里麻美と組んで出場。12月29日、さいたまスーパーアリーナ・コミュニティアリーナで行われた格闘技EXPO2016のBeginning提供試合に出場。
その時のカードは
まなせゆうな安納サオリvsなつぽい中野たむ
2017年2月16日、DDTプロレス事務所にて会見が行われ、3月12日から東京女子プロレスにレギュラー参戦することが発表された。3月12日、東京女子プロレス練馬Coconeriホール大会に初参戦し、のどかおねえさんと対戦。ネックスクリューで勝利を飾る。11月23日、新宿FACEにて中島翔子・坂崎ユカの持つTOKYOプリンセスタッグ王座に挑むも敗北（パートナーはのの子）。自身初となるタイトルマッチであった。
2018年2月18日、新木場大会にて山下実優の持つTOKYOプリンセス・オブ・プリンセス王座に挑み敗北。3月3日より鎖骨のプレート除去手術のため欠場。
2019年2月17日、DDT両国国技館大会に、アンダーマッチ枠で参戦。3月24日上福ゆきとのタッグ「可能姉妹」でタッグベルトに挑戦。4月14日、王子Basement MON☆STARにて行われたぽっちゃり女子プロレス旗揚げ戦「レッスル＆ぽちゃティブ」に出場。メインイベントのVS今成夢人戦で自身初となる男子選手とのシングルマッチを経験。ここで「自分を愛すること」の大事さを学ぶ。同日行われた石井慧介プロデュース「ラリプロ」でラリアットを学ぶ。7月7日　東京プリンセスカップ準優勝。過去２回は一回戦敗退で本人は「1番にはなれなかったけど過去の自分には勝てた」とコメントしている。8月20日　2回目のぽっちゃり女子プロレス。この日は樋口和貞似のポチャミネーターP800とシングルマッチ。この日を境に「ラリアットとブレーンバスターで魅せれる選手になる」と誓う。2回目も大成功を収める。9月16日、両国KFCホール大会にて万喜なつみの持つインターナショナル・プリンセス王座に挑み勝利。キャリア初タイトル獲得となり、第二代インターナショナル・プリンセスになる。万喜とはアクトレスガールズ時代の師弟対決となった。
2020年7月23日の後楽園ホール大会をもって、東京女子プロレスへのレギュラー参戦を終了。7月26日、ガンバレ☆プロレスへの入団を発表。
2021年11月12日（金） プロレスリングZERO-ONE 20周年記念イヤー｢風林火山タッグトーナメント2021｣に大谷晋二郎推薦選手で今成夢人とのタッグで出場。
2022年10月2日、ガンプロ板橋大会にてハートリー・ジャクソンの持つスピリット・オブ・ガンバレ世界無差別級王座に挑戦するも敗れる。この年のインディープロレス大賞ベストバウト部門で史上初の女子選手として3位にノミネートされる。
2023年2月6日、記者会見にて変形性膝関節症、左前十靭帯断裂、左半月板損傷による手術のため長期欠場を行うことを発表。
2024年2月23日、横浜ラジアントホール大会でウナギ・サヤカ＆藤田ミノルを相手に復帰（パートナーは今成夢人）。

## 人物
- 幼い顔付きにもかかわらず、大胆な露出もいとわないギャップの評価が高い。プロレスコスチュームも胸元が開いたものを使用し、プロレスラーとして大成したらヌードになると宣言した[4]。
- グラビアではいじめられるなどのMの表情が得意であるが、私生活はどS。
- 撮影の休憩時間になると暖かいところを確保し、よく昼寝をしている。
- 自称「千葉のお寿司軍曹」というほど寿司好き。最近、千葉のお寿司大佐にレベル昇格した。
- 好きな言葉は「ありがとう」。
- 家族思いファン思いの優しい芸術家。
- 2014年ミス・ユニバース千葉大会ファイナリストにも選ばれたが、プロレス活動のため辞退[23]。

## 得意技

### フィニッシュ・ホールド
鈴木ダイナミック
背後から相手をフルネルソンで捕らえ、担ぎ上げてからシットダウンと同時にクラッチを両足に切り替えながら前方へ投げ落とし、顔面からマットに叩きつける変形フェイスバスター。フルネルソン式のどどん。技名は本名に由来。
ネックスクリューホールド
フィッシャーマンズ・スープレックスの形に組み付き、横に回転して相手を背中から叩きつけブリッジで押さえ込む。
かかと落とし
初期のフィニッシャー。

### その他
クローズライン
2019年4月、ガンバレ☆プロレスの石井慧介プロデュース興行で行われた試合「帰って来たラリプロ！」参戦時に習得。以降チェンジ・オブ・ペースやフィニッシャーの一角として使用。
乳殺し
オクラホマ・スタンピードの形に担ぎ、膝をつきながら相手を背中から膝上に落とす。正調よりはそのままマットに叩きつける形で使われることが多い。
ビッグブーツ
デビュー当初より使用。
ジェットブーツ
ハーフダウンの相手の顔面を打ち抜く低空式ビッグブーツ。
バックドロップ
クロス・フェイスロック
2021年に抗争を繰り広げていた山縣優への対策として勝村周一朗より伝授。
オパイェ
のの子より継承。
格差社会
うなぎひまわりとの合体技。セカンドロープにもたれかかった相手の顔をそれぞれ両サイドから走り込み胸で挟む。

## タイトル歴
東京女子プロレス
- インターナショナル・プリンセス王座（第2代）

アイスリボン
- インターナショナル・リボンタッグ王座（第56代・63代、パートナーはトトロさつき）

DDTプロレスリング
- アイアンマンヘビーメタル級王座（第1654代）

PURE-J女子プロレス
- デイリースポーツ認定女子タッグ王座（第38代、パートナーは春日萌花）

Kitsune Women's Wrestling
- KITSUNE世界王座（第2代）（第4代）

## 入場曲
- 夢見る少女じゃいられない（相川七瀬）
- LAST ACT（オリジナル）- 2019年9月より使用
- 狂乱舞（オリジナル）
- 反撃の刃（和楽器バンド）

## メディア出演

### テレビ
- サバドル!（テレビ東京）
- アイドル☆Kiss 10期生（MONDO21）
- ウェルカムTV（2010年2月14日、テレビ東京）
- レジェンド女子プロレス　ファイティングガールズ（2017年2月3日、フジテレビ）[25]
- 一周回って知らない話（2017年3月22日、日本テレビ）
- その他の人に会ってみた（2019年7月17日・11月13日、TBSテレビ）
- ノブナガなんなん？（2020年10月10日、テレビ朝日）
- ゲキカラドウ2（2023年5月26日、テレビ東京）
- 金曜8時ドラマ警視庁ゼロ係5（2023年6月4日、テレビ東京）
- Abema primes（AbemaTV）

### 雑誌
- 週刊プロレス
- FRIDAY
- 週刊ポスト

### 舞台
- 努力しないで出世する方法（2012年2月、ブルーカバーアクター） - 優美 役
- fleet+flight（2012年10月） - 都月優美 役
- スーパープロジェクト 0120〜フリーダイヤル（2013年7月、テアトルBONBON） - ナナ 役
- SPLIT DECISION（2014年6月、築地本願寺ブディストホール）

### 映画
- ユートピア（伊藤峻太監督、2018年） - ウォン 役

### ラジオ
- おーたPの部屋（2018年9月27日、渋谷クロスFM）

## 作品

### 写真集
- LOVE STAR（2014年6月15日）